# Iloczyn tensorowy przestrzeni liniowych
Iloczyn tensorowy przestrzeni liniowych {\displaystyle V} i {\displaystyle W} nad tym samym ciałem {\displaystyle K} to para {\displaystyle (Z,\otimes ),} gdzie {\displaystyle Z} to przestrzeń liniowa nad ciałem {\displaystyle K,} a {\displaystyle \otimes \colon V\times W\to Z} to przekształcenie dwuliniowe dane wzorem {\displaystyle (v,w)\mapsto v\otimes w,} które nazywamy iloczynem tensorowym, przy czym spełniona jest tzw. własność uniwersalności. Iloczyn tensorowy przestrzeni liniowych jest wyznaczony tylko z dokładnością do izomorfizmu.

## Definicja
Niech {\displaystyle V,W} będą dowolnymi przestrzeniami liniowymi. Przestrzeń liniową {\displaystyle Z} wraz z przekształceniem dwuliniowym {\displaystyle \theta \colon V\times W\to Z} nazwiemy iloczynem tensorowym przestrzeni {\displaystyle V} i {\displaystyle W,} jeżeli :
(1) Obraz {\displaystyle \theta (V\times W)} rozpina przestrzeń {\displaystyle Z.}
(2) Dla każdego przekształcenia dwuliniowego {\displaystyle \varphi \colon V\times W\to U} (w dowolną przestrzeń liniową {\displaystyle U}) istnieje przekształcenie liniowe {\displaystyle \lambda \colon Z\to U} takie, że {\displaystyle \varphi =\lambda \circ \theta .}
Przestrzeń liniową {\displaystyle Z} oznaczamy {\displaystyle V\otimes W,} a przekształcenie {\displaystyle \theta } oznaczamy {\displaystyle \otimes } i nazywamy iloczynem tensorowym.
Innymi słowy, iloczyn tensorowy przestrzeni liniowych to jedyna z dokładnością do izomorfizmu taka przestrzeń liniowa {\displaystyle Z} wraz z przekształceniem dwuliniowym {\displaystyle \theta ,} że poniższy diagram jest przemienny. 
Tę własność iloczynu tensorowego nazywa się własnością uniwersalności.

## Konstrukcja iloczynu tensorowego
Definicja iloczynu tensorowego jest niekonstruktywna i nie rozstrzyga, czy iloczyn tensorowy przestrzeni liniowych w ogóle istnieje. Okazuje się, że iloczyn tensorowy dowolnych przestrzeni liniowych {\displaystyle V} i {\displaystyle W} nad ciałem {\displaystyle K} istnieje i może zostać skonstruowany w następujący sposób  . Niech {\displaystyle Y:=\bigoplus _{V\times W}K} będzie przestrzenią liniową nad {\displaystyle K} generowaną przez {\displaystyle V\times W}. Elementami {\displaystyle Y} są funkcje postaci {\displaystyle f\colon V\times W\to K} o skończonym nośniku (tzn. przyjmujące niezerowe wartości tylko dla skończonej liczby par {\displaystyle (v,w)\in V\times W}). W {\displaystyle Y} dla dowolnych {\displaystyle v,v_{1},v_{2}\in V,\ w,w_{1},w_{2}\in W,\ \alpha ,\beta \in K} wybieramy podprzestrzeń liniową {\displaystyle X} rozpiętą przez funkcje postaci
{\displaystyle \delta _{(v_{1}+v_{2},w)}-\delta _{(v_{1},w)}-\delta _{(v_{2},w)},}
{\displaystyle \delta _{(\alpha v,w)}-\alpha \delta _{(v,w)},}
{\displaystyle \delta _{(v,w_{1}+w_{2})}-\delta _{(v,w_{1})}-\delta _{(v,w_{2})},}
{\displaystyle \delta _{(v,\beta w)}-\beta \delta _{(v,w)},}
gdzie {\displaystyle \delta _{(a,b)}\in Y} dla {\displaystyle (a,b)\in V\times W} to funkcja dana wzorem
{\displaystyle \delta _{(a,b)}(v,w):={\begin{cases}1,&\mathrm {gdy} \ (v,w)=(a,b),\\0,&\mathrm {gdy} \ (v,w)\neq (a,b).\end{cases}}}
Przestrzeń ilorazowa {\displaystyle V\otimes W:=Y/X} wraz z działaniem danym wzorem
{\displaystyle v\otimes w:=\delta _{(v,w)}+X}
jest iloczynem tensorowym przestrzeni liniowych {\displaystyle V} i {\displaystyle W.}